# Gustave Kahn
Gustave Kahn (21. prosince 1859, Metz – 5. září 1936, Paříž) byl francouzský symbolistický básník, literární kritik a teoretik. Byl jedním z prvních zastánců volného verše.

## Život
Kahn vystudoval v Paříži. Poté se přesunul na čtyři roky do severní Afriky a v roce 1885 se vrátil zpět do Paříže. Silně přispěl do literární tvorby.
Podílel se na úpravě a tvorbě několika literárních recenzí jako La Vogue, Le Symboliste a La Revue Indépendante. Ty také tiskly jeho básně. Také se zde zabývali různými symbolistickými literárními teoriemi. Kahn poté vysvětlil teorii vers libre v předmluvě svých Premiers poèmes (1897).
Ve svých esejích se zabýval nejen literární teorií, ale také například francouzskými malíři, jako „François Boucher“ (1905), „Jean-Honoré Fragonard“ (1907) a „Fantin-Latour“ (1926).
Narodil se v židovské rodině, ale do židovských záležitostí se nezapojoval. Později se však stal zastáncem sionismu, což je ideový směr vzniklý v druhé polovině 19. století mezi evropskými židy, jehož cílem je vybudování a udržení židovského státu a jejich přesídlení tam. Podle Kahna se jednalo o romantickou, hrdinskou a mystickou formu judaismu. Tímto se inspiroval k napsání Contes juifs (1926), Vieil Orient, Orient neuf (1928), Images bibliques (1929) a Terre d'Israël (1933). Do své smrti redigoval francouzské sionistické periodikum.

## Tvorba
Gustave Kahn značně přispěl při vývoji manifestu. K tomu silně přispěl knihou Symbolistes at décadents (1902). Popsal symbolismus tak, že základním cílem našeho umění je objektivizovat subjektivní místo subjektivizace objektivního. Symbolismus, jak Kahn zmiňuje, se snaží oprostit od popisnosti naturalismu. Jde o vyjádření emocí a emociálního zážitku, není to však explicitně napsáno, jde o jemné a sugestivní užití jazyka.
Kahn ve svých dílech míchá prvky různých žánrů, jako například v Le Conte de l'Or et du Silence (1896-98). Dílo tímto obsahuje prvky mnohem známější současnému čtenáři než čtenářům století devatenáctého. Efekt, že prvky jsou vytrženy z kontextu, je zcela typický pro symbolistickou prózu a také pro dekadenci, se kterou hraničí.
Byl autorem přibližně třiceti děl a také autorem různých článků a esejů.

### Poezie
Sám Kahn tvrdil, že volný verš vynalezl. Zamítá tradiční metriku a verzifikaci a tvoří volný verš modelovaný jen intuicí. Mezi jeho nejznámější básnické sbírky patří La chason du pauvre (1887), Le livre des stances (1888), La musique et les lettres (1891) a Le vase brisé (1903).

### Díla
Dalšími jeho díly jsou například Palais nomades (1887), Les Chansons d'amant (1891), Domaine de fée (1895), Le Roi fou (1896), La Pluie et le beau temps (1896), Limbes de lumières (1897), Contes hollandais (1903), La Femme dans la caricature française (1907), Contes hollandais (1908), La Pépinière du Luxembourg (1923), L'Aube enamourée (1925), Mourle (1925), Silhouettes littéraires (1925), La Childebert (1926) a další.

## Vliv
Jak již bylo zmíněno, Kahn se významně podílel na rozvoji literatury na přelomu 19. a 20. století. Podílel se na vývoji manifestu symbolismu a tvorbě volného verše a přispíváním sionistickému hnutí. Během padesáti let své tvorby vydal přes 1600 článků, básní, knih a esejů. Ačkoliv není v povědomí široké veřejnosti, Kahn ovlivnil vývoj literatury nejen ve Francii, ale po celé Evropě. Byl například inspirací F. T. Marinettiho, zakladatele futurismu.
Přispíval do sionistického časopisu „Menorah Journal“ (Deník Menorah). Tento časopis byl financován světovou sionistickou organizací a vycházel v mnoha světových metropolích (každá země tvořila svůj vlastní časopis, spadaly však pod stejnou značku). Od roku 1924 se Kahn stal redaktorem časopisu a řídil ho až do své smrti. V časopise je vidět, jak se posiluje židovský nacionalismus a ideály o spravedlnosti a míru a židovské kultuře. 